# 排灣三寶
排灣三寶，是指排灣族傳統部落象徵權勢的三種聖物，分別為古陶壺、青銅刀，以及琉璃珠。

## 概要

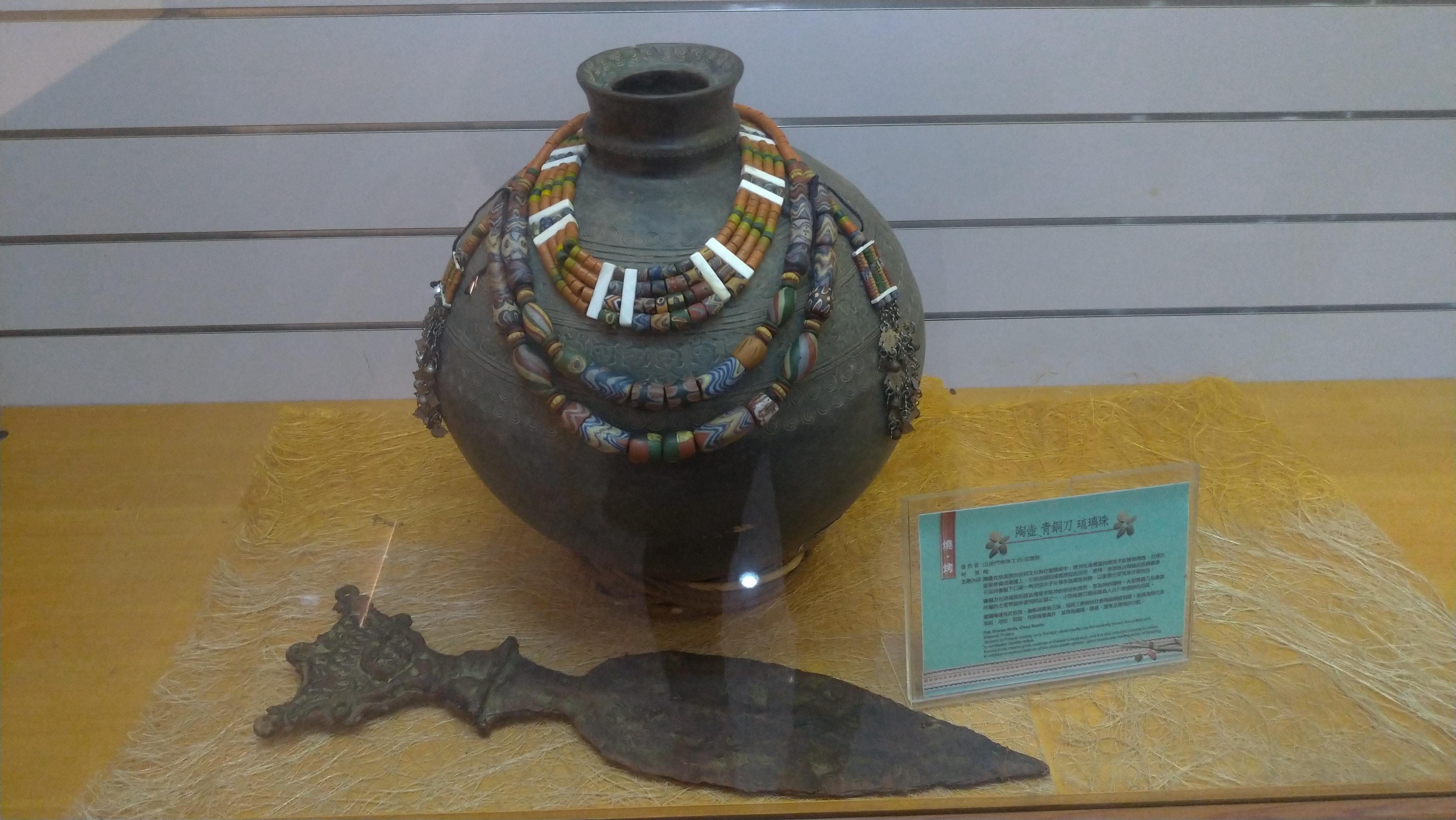
排灣三寶

### 古陶壺
古陶壺(排灣語：Reretan)，代表文化的子宮、祖先在人間的居所、貴族降生的母體:85。
相傳排灣族的祖先是在陶壺中被孕育成的。百步蛇圍在陶壺旁守護。當太陽的光芒照射在陶壺上的時候，排灣族頭目的祖先就從陶壺中誕生。
陶壺有公壺和母壺之分，顯然具人格化:4，因此排灣族人認為必須像對待人一樣地對待它，而且不能用手抓瓶口，因為那是它的頭。所以，必須以尊敬的心用雙手捧起陶壺:84。

### 青銅刀
青銅刀(排灣語：Tjikuzan in tjagaraus)，其意為『宇宙神的拐杖』，代表著男性的力量與權威。
相傳青銅刀為神人薩巴拉老介(Sapuleleugan)的手杖，古早時首先由磐岩崩裂而出生，生活環境險惡，人與大自然和各類動物共生，上天乃賜先人甚俱威力的匕首作為防身妨害之器，刀器把柄經雕琢成威嚴之神面孔敵人來及無不被克制召降。

### 琉璃珠
琉璃珠(排灣語：Qata)，其意為『美麗的果子』:2，象徵著女性的貞節與美麗。
排灣族人非常重視古琉璃珠，視為傳家與婚聘中不可或缺的寶物。傳統的排灣族社會只有貴族才能擁有，代表持有者的特殊身分和地位的尊重。排灣族人相信琉璃珠具有靈異力量，能祈福保護，也能降禍懲戒。

## 現代研究
排灣族的青銅刀，可能與越南東山文化有所關聯。